# ハンス・アイデンベンツ
ハンス・アイデンベンツ（Hans Eidenbenz、1900年1月30日 - 1987年8月29日）は、1920年代に活躍したスイスのノルディック複合選手である。冬季オリンピックに2度出場した。

## 経歴
アイデンベンツは1900年1月30日にスイスのザンクト・ガレン州バート・ラガッツに生まれた。1921年にはスイススキー選手権で優勝しており、これは当時のノルディック複合に相当するタイトルであった。

## オリンピックでの活躍
アイデンベンツは、第1回冬季オリンピックである1924年のシャモニー・モンブラン冬季オリンピックに出場した。同大会ではノルディック複合で15位、クロスカントリースキー18kmで25位、スキージャンプで23位の成績を収めている。
続く1928年のサンモリッツ冬季オリンピックでは、選手宣誓を行ったことで知られる。また、同オリンピックではスイス選手団の旗手も務めた。競技ではノルディック複合で19位であった。

## その他の活動
オリンピック以外では、1925年の世界選手権に出場し、ノルディック複合で15位となっている。競技引退後は熱心なゴルファーとして活動し、1948年にはスイスのニーダービューレンにゴルフコースの設計を手がけている。1956年にはスイスシニアゴルフ選手権の決勝に進出したが、優勝はならなかった。
アイデンベンツは1987年8月29日にその生涯を終えた。